# Monte Aá
El monte Aá es un bosque del municipio y pedanía de Ruente, en Cantabria, España. Se ubica al extremo noroccidental del municipio; entre los municipios de Cabuérniga y Valdáliga. Es uno de los bosques más conocidos de Cantabria.

## Geografía e hidrografía
Se ubica en las laderas de las sierra de Cabuérniga. Lo atraviesa el arroyo de Monte Aá, que es afluente del río Saja. Es un bosque muy visitado por los turistas al que se puede acceder con facilidad desde Ruente. Este camino es fácilmente transitable, tanto en coche como en bicicleta o a pie. El arroyo de Monte Aá, nace en el canal de la Conchosa y desemboca en el Saja, entre Ruente y Ucieda.

### El bosque
El monte Aá es considerado como una especie de Reserva natural casi única en España; porque allí se encuentran los robles más antiguos del país. Uno de los más famosos fue el Cubilón, un enorme árbol que a finales del siglo XIX medía 10 m de circunferencia a 1,5 m del suelo, y cerca de 40 m de alto y que, según decían, era el árbol más viejo de este bosque. Hay leyendas relacionadas con él. Dicho árbol fue derribado por un vendaval a principios de la década de los 90.
Otros de los árboles más conocidos son El Mellizo, El Belén, y el Arriaga, muy cerca del lugar donde estaba el Cubillón.
El monte Aá también es un importante coto de caza por la abundancia de jabalíes. Los vecinos de Sopeña y Ruente suelen pastorear por sus cercanías.